# Belmonte (café)

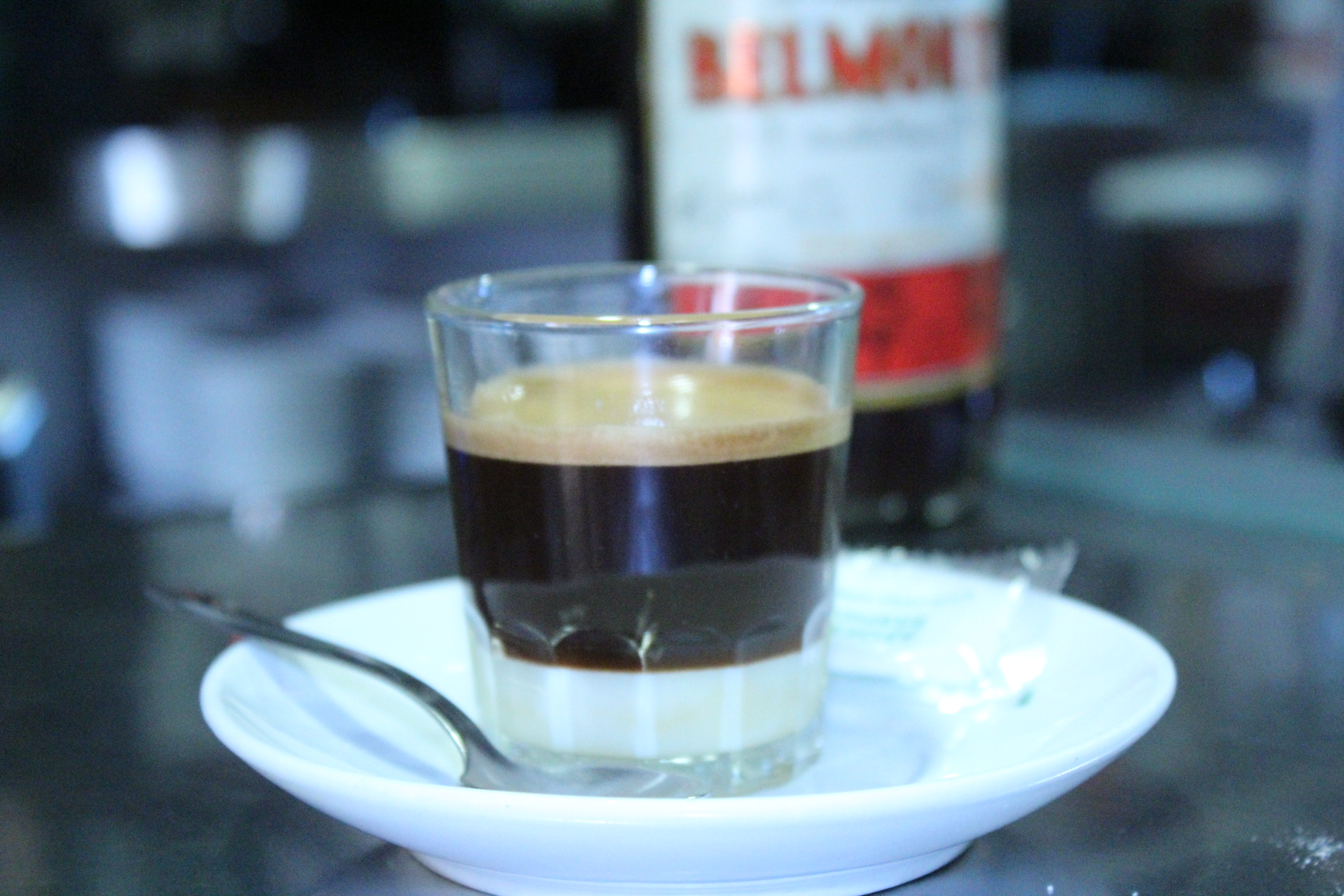
Café Belmonte típico de Murcia.

El Belmonte es una bebida alcohólica con base de café, típica de la Región de Murcia y muy arraigada en su cultura gastronómica, pero también extendida a parte de Castilla-La Mancha, especialmente a la provincia de Albacete.

## Historia
El origen de esta bebida como la conocemos hoy se remonta a principios del siglo XX, en la Plaza del Arenal (actual Glorieta de España de la ciudad de Murcia), que fue el centro neurálgico de la región, siendo los cafés Arenal, del Siglo, Moderno y del Sol, que allí se ubicaban, los puntos de reunión de la burguesía murciana. En sus terrazas, al aire libre, ofrecían a sus clientes durante la temporada de verano, helados diversos y cine mudo.
Por las mañanas en la Plaza del Arenal, era de obligada parada los carros tirados por burros o buey, conducidos por huertanos que hacían allí sus tratos de tierras y animales. En esas frías madrugadas del invierno, los campesinos, antes de subir a majencar, aviar cornijales, caballones y ciecas, se pasaban por la Plaza del Arenal a tomarse un café caliente con un chorro ("chorrico") de Brandy y combatir así los esfarates anímicos y físicos de la helada. El brandy que allí se servía era el despachado en garrafas de arroba por destilerías Belmonte, de Nonduermas, que fabricaba y vendía en los cafés de la Plaza. Al grito de “Ponme un Belmonte” al camarero se le hacía saber que querías un café con un chorro de Brandy. El Belmonte se servía humeando en humildes vasos de vidrio que había que coger con la punta de los dedos pulgar y meñique, para no abrasarse la mano. Y sorber poco a poco ("de poquico en poquico").
En los años 60 se procedió al derribo de la manzana de edificios más próxima al antiguo Hotel Victoria, donde se encontraban los tradicionales y concurridos cafés del Arenal, para hacer más amplia la plaza, disminuyendo la afluencia y favoreciendo la expansión de "El Belmonte" que pronto se popularizó por toda la Región de Murcia, llegando a otras zonas mediterráneas, siendo una bebida propia de la clase trabajadora.
Hoy, el café Belmonte está presente en cualquier carta de cafés de la Región formando parte de su cultura gastronómica, buscando ser símbolo de la ciudad de cara a explotarlo a los turistas.

## Receta
La receta original consiste en un café manchado de leche condensada al que se le añade un chorro del citado brandy.
Un manchado es un café expreso al que se le añade una dosis de leche condensada. Nótese que cuando la dosis de leche condensada es el doble de la del manchado se le llama “Café Bombón”.
Elaboración de un original Café Belmonte en vaso de vidrio:
- Servir leche condensada antes de llegar a la señal de la parte inferior.
- Añadir un café expreso.
- Chorro de Brandy Belmonte al gusto.